# اختبار الحمل
اخْتِبار الحَمْل أو اختبار الحَبَل هو اختبارٌ يُستعمل لتحديد ما إذا كانت المرأة حامل أم لا. تُوجد طريقتان أساسيتان للاختبار، الأولى هي اختبار هرمون الحمل البشري (موجهة الغدد التناسلية المشيمائية (اختصارًا hCG)) في الدم أو البول، أما الثانية فهي التصوير باستخدام تخطيط الصدى. يُساعد فحص الدم للبحث عن موجهة الغدد التناسلية المشيمائية (hCG) إلى الكشف المُبكر عن الحمل. تكون نتيجة فحص البول إيجابيةً تقريبًا لدى جميع النساء الحوامل بعد أسبوعٍ واحدٍ من اليوم الأول على غياب الدورة الشهرية.

## الأنواع

### موجهة الغدد التناسلية المشيمائية
حُددت موجهة الغدد التناسلية المشيمائية البشرية (hCG) في أوائل القرن العشرين، وهي هرمونٌ بروتيني سكري يرتفعُ بسرعةٍ في الأسابيع القليلة الأولى من الحمل، ويصل إلى أعلى مستوًى له عادةً العمر الحملي بين 8 إلى 10 أسابيع. يُنتج هذا الهرمون من الجزء الذي سيُكون المشيمة فيما بعد. يُمكن فحص وجود هذا الهرمون بأخذِ عينةٍ من الدم (تحديدًا المصل، وعادةً ما يُجرى الفحص في منشأةٍ طبية) أو من البول (يُمكن إجراؤه في منشأةٍ طبيةٍ أو في المنزل). تُعد المقايسات المُستخدمة للكشف عن وجود هذا الهرمون في الدم أو البول موثوقةً عمومًا وغيرُ مكلفةٍ. قد يُفرز هذا الهرمون في أقرب وقتٍ بعد مرور 6 أيامٍ على الإباضة، وفي المتوسط من 8 إلى 10 أيام بعد الإباضة، وهذا هو أول موجهة الغدد التناسلية المشيمائية يمكن اكتشافها في عينة الدم. يكون تركيز هذا الهرمون مرتفعًا في الدم أكثر من البول، لذلك قد تكونُ نتيجة اختبار الدم موجبةً بينما لا تزال نتيجة اختبار البول سالبة.
تبحث الاختبارات النوعيّة (نعم/لا أو نتائج إيجابية/سلبية) عن وجود الوحيدة بيتا لموجهة الغدد التناسلية المشيمائية البشرية في الدم أو البول. تُحدد عتبات الاختبارات النوعية الإيجابية بشكلٍ عامٍ عبر حدٍ فاصل لموجهة الغدد التناسلية المشيمائية، حيث تكون النتيجة إيجابيةٌ في 95% على الأقل من النساء الحوامل في أول يومٍ لغياب الدورة الشهرية. تختلف حساسية اختبارات الحمل النوعية في البول. تعد الاختبارات عالية الحساسية أكثر شيوعًا، كما تكشُف عادةً عن مستويات موجهة الغدد التناسلية المشيمائية البشرية بين 20-50 مللي وحدة دولية/مل. أما الاختبارات منخفضة الحساسية فتكشف عن مستويات بين 1500-2000 مللي وحدة دولية/مل ولها استخداماتٌ سريرية فريدة، والتي تتضمن تأكيد نجاح الإجهاض الدوائي. عادةً ما تكون الاختبارات النوعية للبول والمتاحة للاستخدام المنزلي اختبارات التدفق الجانبي.
تقيس الاختبارات الكميّة المقدار الدقيق لموجهة الغدد التناسلية المشيمائية البشرية في العينة. قد تكشف اختبارات الدم عن مستويات منخفضةٍ للموجهة تصل إلى 1 مللي وحدة دولية/مل، وعادةً ما يُشخص الأطباء إيجابية اختبار حمل عند نتيجة 5 مللي وحدة دولية/مل.
|             | اختبار الحمل البولي | اختبار الحمل الدموي |
| ----------- | --- | --- |
| عتبات الكشف | عالية الحساسية: اختبار نوعي: 20 إلى 50 مللي وحدة دولية/مل، يعتمد على الاختبار منخفضة الحساسية: اختبار نوعي: 1500 إلى 2000 مللي وحدة دولية/مل، يعتمد على الاختبار | اختبار نوعي: 5 إلى 10 مللي وحدة دولية/مل، يعتمد على الاختبار اختبار كمي: 1 إلى 2 مللي وحدة دولية/مل للاختبار فائق الحساسية |

يوجد اختبار حمل بولي متعدد المستويات (MLPT) يقيس مستويات موجهة الغدد التناسلية المشيمائية البشرية بشكلٍ شبه كمي. تُقاس مستويات الموجهة عند <25، 25 إلى 99، 100 إلى 499، 500 إلى 1999، 2000 إلى 9999، >10,000 مللي وحدة دولية/مل. يستعمل هذا الاختبار في تحديد نجاح الإجهاض الدوائي.

### تخطيط الصدى
يمكن أيضًا استخدامُ تخطيط الصدى التوليدي للكشف عن الحمل وتشخيصه، ومن الشائع جدًا أنَّ يكون اختبار الحمل المنزلي عن طريق البول إيجابيًا قبل إجراء تخطيط الصدى. قد يُستخدم تخطيط الصدى البطني أو المهبلي، ولكنَّ النوع المهبلي يسمح بإمكانية التبصر المُبكر للحمل. يُشاهد الكيس الحملي (تجمع للسوائل داخل الرحم) عبر تخطيط الصدى التوليدي في الفترة ما بين 4.5 حتى 5 أسابيع من الحمل، والكيس المحي ما بين 5 إلى 6 أسابيع من الحمل، والقطب الجنيني [الإنجليزية] ما بين 5.5 إلى 6 أسابيع من الحمل. يستخدم تخطيط الصدى أيضًا لتشخيص الحمل المُتعدد.

## الدقة

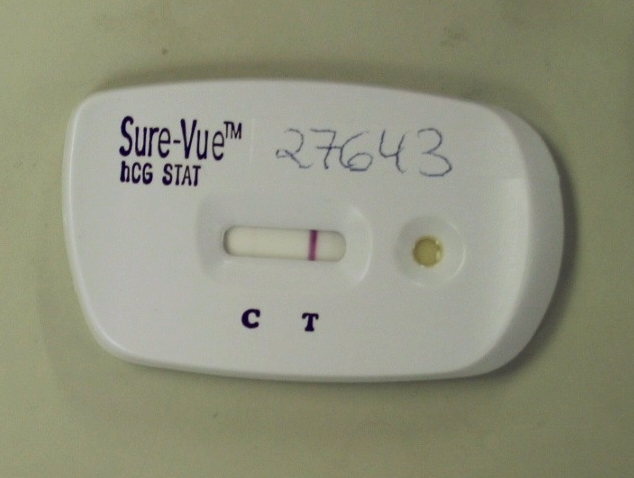
يظهرُ خط التحكم في اختبار الحمل هذا فارغًا، وبالتالي الاختبار غير صالحٍ

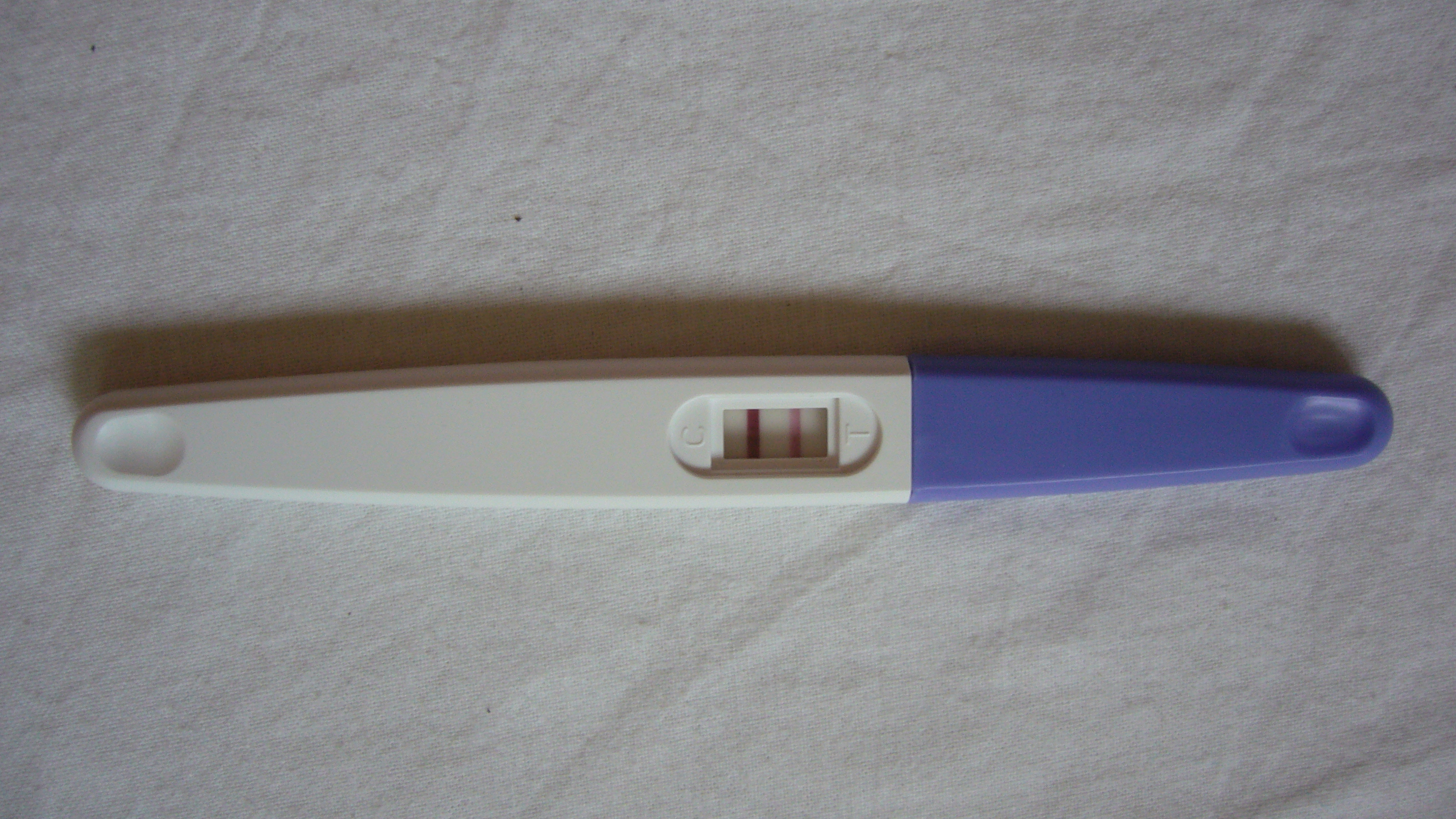
يكون خط التحكم الموجود على يسار اختبار الحمل مرئيًا، مما يشير إلى أنَّ نتيجة الاختبار صحيحة. كما ظهر خطٌ أرجوانيٌ شاحبٌ على الجانب الأيمن (خط الاختبار) مما يدل بوضوح على أنَّ المرأة حامل

أظهرت مراجعةٌ منهجيةٌ نُشرت في عام 1998، أنَّ اختبارات الحمل المنزلي، عند استخدامها بواسطة فنيين ذوي خبرة، تكاد تكون بنفس دقة الاختبارات المخبرية المهنيّة (97.4%). ولكن بالرغم من هذا، إلا أنهُ عند استخدامها بواسطة المستهلكين غير المتخصصين، فقد انخفضت الدقة إلى 75%، كما لاحظ مؤلفو المُراجعة أنَّ العديد من المستخدمين قد أساءوا فهم الإرشادات الواردة في الملف الإرشادي للاختبار أو فشلوا في اتباعها.

### إيجابية كاذبة
تعد نتائج اختبار الحمل الإيجابية الكاذبة نادرةً وقد تحدث لعدة أسبابٍ، منها:
- خطأ المستخدم في إجراء الاختبار وتفسيره،
- الحمل الكيميائي الحيوي، ويُسمى أيضًا الحمل البَيوكيميائيّ (فقدان الحمل قبل ظهور علامات الحمل عبر تخطيط الصد، غالبًا بعد فترةٍ قصيرةٍ من الانغراس)،
- الإنتاج غير الحملي لجزيء موجهة الغدد التناسلية المشيمائية البشرية (أي إفراز بسبب ورم أو الغدة النخامية، وبعض أمراض الكبد، والسرطانات، والتي تتضمن سرطانة مشيمائية وأورام الخلية الجنسية الأخرى، وعوز الغلوبولين المناعي إيه، والأجسام المضادة الغَيرويّة، ورأب المثانة بالأمعاء، ومرض ورم الأرومة الغاذية الحملي، وأورام الأرومة الغاذية الحمليّة)،[3][17]
- التلوث البكتيري ووجود دم في البول.[18]

قد تظهر خطوط التبخير الكاذبة في العديد من اختبارات الحمل المنزلية إذا قُرِأت بعد وقت التفاعل المُقترح بين 3 إلى 5 دقائق، وذلك بغض النظر عن الحمل نفسه. قد تظهر أيضًا نتائج إيجابية كاذبة في الاختبارات المُستخدمة بعد تاريخ انتهاء صلاحيتها.
قد تظهر النتائج الإيجابية الكاذبة أيضًا بسبب «موجهة الغدد التناسلية المشيمائية البشرية الشبحية»؛ والذي يحدث بسبب وجود أجسام مضادة بشرية غيرويّة أو مضادة للحيوان.
كما قد تظهر بسبب (بترتيب احتمالية الحدوث) الحمل الهادئ، وموجهة الغدد التناسلية المشيمائية البشرية المُكبرتة النخامية، والأجسام المضادة الغيرويّة، ومتلازمة موجهة الغدد التناسلية المشيمائية البشرية العائلية، والسرطانات.

#### بسبب استعمال الأدوية
قد تُظهر اختبارات الحمل عن طريق البول نتائج إيجابية كاذبة لدى الأشخاص الذين يتناولون بعض أنواع الأدوية، وتتضمن: كلوربرومازين، بروميثازين، فينوثيازين، ميثادون، أسبرين، كاربامازيبين، إضافةً إلى الأدوية التي تُسبب ارتفاعًا في درجة حموضة (pH) البول.

### سلبية كاذبة
قد تظهر النتائج السلبية الكاذبة عند إجراء الاختبار في وقتٍ مبكرٍ جدًا. ترتفع مستويات موجهة الغدد التناسلية المشيمائية البشرية بسرعةٍ في بداية الحمل وتقل فرص ظهور النتائج السلبية الكاذبة مع مرور الوقت (زيادة عمر الحمل). قد لا تكتشف اختبارات البول الأقل حساسية واختبارات الدم النوعية الحمل إلا بعد ثلاثة أو أربعة أيام من الانغراس. يحدث الحيض في المتوسط بعد 14 يومًا من الإباضة، لذا فإنَّ احتمالية النتائج السلبية الكاذبة منخفضةٌ بمجرد تأخر الدورة الشهرية. قد لا تحدث الإباضة في الوقت المتوقع خلال الدورة الشهرية. توجد عددٌ من العوامل التي قد تسبب الإباضة المبكرة أو المتأخرة بشكل غير متوقع، حتى بالنسبة للنساء اللواتي لديهن تاريخٌ من الدورات الشهرية المنتظمة.
قد تظهر النتائج السلبية الكاذبة في بعض الحالات النادرة؛ بسبب "تأثير الصنارة"، حيث تكون العينة ذات مستوًى عالٍ جدًا من موجهة الغدد التناسلية المشيمائية البشرية دون أي تخفيفٍ، مما يتسبب في نتيجة غير مقبولة.

## استخدامات أخرى
يُمكن استخدام اختبارات الحمل للتنبؤ بما إذا كان من المُحتمل استمرار الحمل أم أنه حملُ شاذ. يُعد الإجهاض، أو الإجهاض التلقائي أو فقدان الحمل، أمرًا شائعًا في بداية الحمل. يمكن إجراء اختبارات الدم الكمية التسلسلية، عادةً بفاصل 48 ساعة، وتُفسر بناءً على معرفة أنَّ موجهة الغدد التناسلية المشيمائية البشرية في الحمل الطبيعي القابل للحياة ترتفع بسرعةٍ في بداية الحمل. مثلًا، بالنسبة لمستوى موجهة الغدد التناسلية المشيمائية البشرية (hCG) الذي يبلغ 1,500 مللي وحدة دولية/مل أو أقل، ستزيد الموجهة للحمل المُستمر والطبيعي بنسبة 49% على الأقل في غضون 48 ساعة. ومع ذلك، بالنسبة لحالات الحمل ذات الموجهة العالية، بين 1,500-3,000 مللي وحدة دولية/مل، يجب أن ترتفع الموجهة بنسبة 40% على الأقل؛ ومن أجل بدء الموجهة الأعلى من 3,000 مللي وحدة دولية/مل، يجب زيادتها بنسبة 33% على الأقل. قد يشير فشل الارتفاع بهذه الحدود الدنيا إلى أنَّ الحمل ليس طبيعيًا، إما بسبب فشل الحمل داخل الرحم أو احتمال الحمل المنتبذ (خارج الرحم).
يُعد التصوير بالموجات فوق الصوتية (تخطيط الصدى) أداةً شائعةً لتحديد قابلية الحمل ومكانه. يمكن استخدام التصوير بالموجات فوق الصوتية التسلسلية لتحديد حالات الحمل غير القابلة للحياة، حيث يمكن تحديد حالات الحمل التي لا تنمو في الحجم أو تظهر النتائج الهيكلية المتوقعة على الموجات فوق الصوتية المُتكررة على مدى فترةٍ تتراوح من أسبوع إلى أسبوعين على أنها غيرُ طبيعية. يمكن استخدام الموجات فوق الصوتية الواحدة من حينٍ لآخر لتحديد الحمل على أنه غير قابل للحياة؛ مثلًا، إذا كان حجم الجنين أكبر من حجمٍ مُعين ولكنه يفتقر إلى نبضات القلب المرئية، فقد يُحدد بثقةٍ على أنه غير قابل للحياة دون الحاجة إلى متابعة الموجات فوق الصوتية للتأكيد.

## الأبحاث
حدد البحث واسمًا آخر مُحتمل على الأقل قد يظهر مبكرًا وحصريًا أثناء الحمل. مثلًا، يُمكن الكشف عن عامل الحمل المبكر (EPF) في الدم خلال 48 ساعة من الإخصاب، وليس بعد الانغراس. على الرغم من هذا، إلا أنَّ الثقة في استخدامه اختبارًا للحمل لا تزال غير واضحة، حيث أظهرت الدراسات وجوده في بعض الحالات الفزيولوجية إلى جانب الحمل، لذلك لا يزال تطبيقه على البشر محدودًا.

## التاريخ

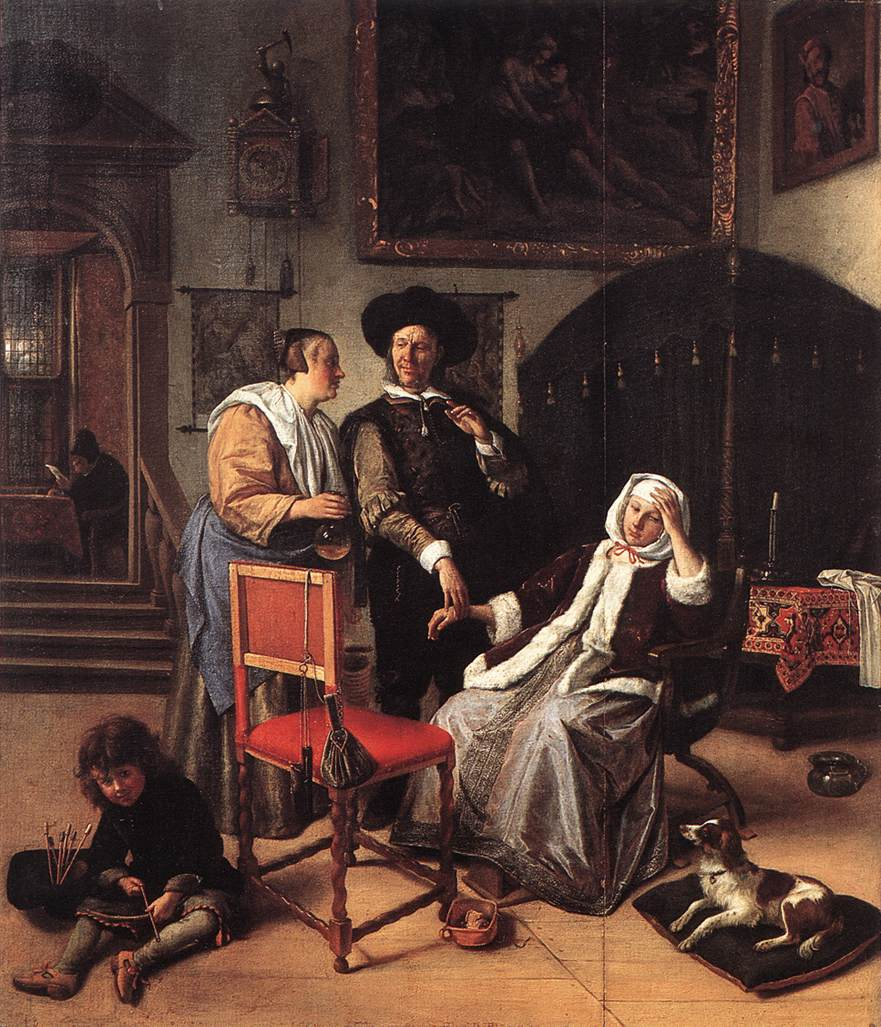
لوحة زيارة الطبيب (The Doctor's Visit) للرسام يان ستين. تعود اللوحة إلى القرن السابع عشر، حيث تتضمن رسمًا لاختبار الحمل المشتبه به، وهو شريطٌ مغموسٌ في بول المريض ثم يُحرق.

عُثر على سجلاتٍ لمحاولات إجراء اختبار الحمل منذ العصور اليونانية والمصرية القديمة. كان قدماء المصريين يضعون بول المرأة الحامل في أكياس القمح والشعير، ويُعد حصول الإنبات مؤشرًا على الحمل، كما استخدم نوع الحُبوب التي تنبت مؤشرًا على جنس الجنين. اقترح أبقراط أنَّ المرأة التي فاتتها الدورة الشهرية يجب أن تشرب محلولًا من العسل في الماء وقت النوم، مما يُسبب انتفاخًا في البطن وتشنجاتٍ تُشير إلى وجود الحمل. أجرى ابن سينا والعديد من الأطباء من بعده في العصور الوسطى فحصًا للبول (بالإنجليزية: uroscopy)، وهي طريقةٌ غيرُ علميةٍ لتقييم البول.
قدم سيلمار آشهايم [الإنجليزية] وبرنارد تسونديك الاختبار القائم على وجود موجهة الغدد التناسلية المشيمائي البشرية (hCG) في عام 1928. كانت قد خلصت الدراسات الأولية حول موجهة الغدد التناسلية المشيمائي البشرية إلى أنها تُنتج بواسطة الغدة النخامية. إلا أنهُ في ثلاثينيات القرن العشرين، اكتشفت الدكتورة جورجيانا سيغار جونز أنَّ هذه الموجهة لا تُنتج من الغدة النخامية، ولكن من المشيمة. كان هذا الاكتشاف هامًا في الاعتماد على موجهة الغدد التناسلية المشيمائي البشرية علامةً مُبكرةً على الحمل. في اختبار أشهايم وتسونديك، حُقنت أنثى فأر تحت الجلد ببول المرأة لفحصها، وقُتل الفأرة وشُرحَّ بعد ذلك. أشار وجود الإباضة إلى أنَّ البول يحتوي على هرمون موجهة الغدد التناسلية المشيمائي؛ مما يعني أنَّ المرأة كانت حاملًا. طورَّ اختبارٌ مماثلٌ باستخدام أرانب غير ناضجة، حيث كانت الحيوانات تُقتل أيضًا للتحقق من مبايضها، ويُعد هذا أمرًا ضروريًا.
اكتشف هيلل آبي شابيرو [الإنجليزية] وهاري زوارنشتاين في بداية ثلاثينيات القرن العشرين، وهما باحثان في جامعة كيب تاون، أنه إذا حُقن بول أنثى حامل في قيطم جنوب أفريقيا، ثم حصلت الإباضة، فإنَّ ذلك يشير إلى أنَّ المرأة كانت حامل. استُخدم هذا الاختبار في جميع أنحاء العالم من ثلاثينيات إلى ستينيات القرن العشرين، وكانت قياطم جنونب أفريقيا تًصدرُ بأعدادٍ كبيرة. ادعى لانسلوت هوغبن، وهو مستشار شابيرو، أنه طور اختبار الحمل بنفسه، لكنَّ شابيرو وزوارنشتاين دحضا ذلك في رسالةٍ إلى المجلة الطبية البريطانية. في مقالٍ لاحق، أُلفَّ بشكلٍ مستق، مُنح هوغبن الفضل في مبدأ استخدام القيطم لتحديد مستويات موجهة الغدد التناسلية في بول المرأة الحامل، ولكن ليس لاستخدامه اختبارَ حملٍ وظيفي.
استخدمت اختبارات الحمل الهرمونية مثل بريمودوس ودوجينون في ستينيات وسبعينيات القرن العشرين في المملكة المتحدة وألمانيا. تضمنت هذه الاختبارات أخذ جرعةٍ من الهرمونات، ومراقبة الاستجابة بعد أيامٍ قليلة. لا يحدث تفاعلٌ لدى المرأة الحامل؛ وذلك لأنها تنتج الهرمونات أثناء الحمل. تستجيب المرأة غير الحامل لغياب الهرمون ببدء دورة شهرية جديدة. بينما كان (يُعتبر) الاختبار دقيقًا بشكل عام، استبدله التقدم البحثي بتقنياتٍ أبسط.
أُدخلت اختبارات الحمل المناعية في عام 1960، وذلك عندما قدم وايد وغيمزيل [الإنجليزية] اختبارًا يعتمد على تثبيط التراص الدموي في المختبر. كانت هذه الخطوة الأولى بعيدًا عن اختبار الحمل في الجسم الحي وبدأت سلسلة من التحسينات في اختبار الحمل مما أدى إلى الاختبار المعاصر في المنزل. أصبح القياس المباشر لمولدات الضد، مثل موجهة الغدد التناسلية المشيمائي البشرية، ممكنًا بعد اختراع المقايسة الشعاعية المناعية في عام 1959. تتطلب المقايسات الشعاعية المناعية أجهزةً مُتطورة واحتياطاتٍ شعاعية خاصة وهي باهظة الثمن.
حصلت شركة أورغانون الدولية على أول براءة اختراعٍ لاختبار الحمل المنزلي في عام 1969، وذلك بعد عامين من ملاحظة مُصممة المنتج مارغريت كرين [الإنجليزية] أنَّ إجراء الاختبارات المعملية كانت بسيطةً نسبيًا وصنعت نموذجًا أوليًا. أصبح المنتج مُتاحًا في كندا عام 1971، والولايات المتحدة عام 1977، وذلك بعد تأخيراتٍ ناتجةٍ عن مخاوف بشأن الأخلاقيات الجنسية وقدرة المرأة على إجراء الاختبار والتعامل مع النتائج دون طبيب.
استندت مجموعةٌ أُخرى لاختبار الحمل المنزلي على عمل جوديث فايتوكايتس وغلين برونشتاين، اللذان طورا اختبارًا حساسًا لموجهة الغدد التناسلية المشيمائي البشرية في معاهد الصحة الوطنية الأمريكية. طُرح هذا الاختبار في السوق عام 1978. أدى اكتشاف الأجسام المضادة وحيدة النسيلة في سبعينيات القرن العشرين إلى تطوير مقايسات مناعية بسيطة ورخيصة نسبيًا، مثل المقايسات القائمة على تثبيط التراص وشطيرة المقايسات الامتصاصية المناعية للإنزيم المرتبط المُستخدمة في اختبارات الحمل المنزلية الحديثة. أصبحت الاختبارات الآن رخيصة جدًا بحيث يمكن إنتاجها بكمياتٍ كبيرة للعامة واستخدامها للإعلان.

### باللغة الإنجليزية
1. ↑  Chard, T. (1992). "REVIEW: Pregnancy tests: a review". Human Reproduction (بالإنجليزية). 7 (5): 701–710. DOI:10.1093/oxfordjournals.humrep.a137722. ISSN:1460-2350. PMID:1639991. Archived from the original on 2022-02-12.
2. ↑  Casanova، Robert؛ Weiss، Patrice M. (أبريل 2018). Beckmann and Ling's obstetrics and gynecology. Casanova, Robert,, Chuang, Alice,, Goepfert, Alice R.,, Hueppchen, Nancy A.,, Weiss, Patrice M.,, American College of Obstetricians and Gynecologists (ط. 8th). Philadelphia. ISBN:9781496353092. OCLC:949870151.{{استشهاد بكتاب}}:  صيانة الاستشهاد: مكان بدون ناشر (link)
3. 1 2 3  Bastian، Lori A؛ Brown، Haywood L (نوفمبر 2019). "Clinical manifestations and diagnosis of early pregnancy". UpToDate. مؤرشف من الأصل في 2022-02-12.
4. ↑  Cole, Laurence A (2010). "Biological functions of hCG and hCG-related molecules". Reproductive Biology and Endocrinology (بالإنجليزية). 8 (1): 102. DOI:10.1186/1477-7827-8-102. ISSN:1477-7827. PMC:2936313. PMID:20735820.{{استشهاد بدورية محكمة}}:  صيانة الاستشهاد: دوي مجاني غير معلم (link)
5. 1 2  Braunstein، G. D.؛ Rasor، J.؛ Danzer، H.؛ Adler، D.؛ Wade، M. E. (15 نوفمبر 1976). "Serum human chorionic gonadotropin levels throughout normal pregnancy". American Journal of Obstetrics and Gynecology. ج. 126 ع. 6: 678–681. DOI:10.1016/0002-9378(76)90518-4. ISSN:0002-9378. PMID:984142.
6. ↑  Rhoades، Rodney؛ Bell، David R.، المحررون (2009). Medical physiology: principles for clinical medicine (ط. 3rd). Philadelphia: Lippincott Williams & Wilkins. ISBN:9780781768528. OCLC:144771424. مؤرشف من الأصل في 2021-10-09.
7. ↑  Wilcox، A. J.؛ Baird، D. D.؛ Weinberg، C. R. (10 يونيو 1999). "Time of implantation of the conceptus and loss of pregnancy". The New England Journal of Medicine. ج. 340 ع. 23: 1796–1799. DOI:10.1056/NEJM199906103402304. ISSN:0028-4793. PMID:10362823.
8. ↑  Lenton، E. A.؛ Neal، L. M.؛ Sulaiman، R. (يونيو 1982). "Plasma concentrations of human chorionic gonadotropin from the time of implantation until the second week of pregnancy". Fertility and Sterility. ج. 37 ع. 6: 773–778. DOI:10.1016/s0015-0282(16)46337-5. ISSN:0015-0282. PMID:7115557.
9. ↑  O'Connor، R. E.؛ Bibro، C. M.؛ Pegg، P. J.؛ Bouzoukis، J. K. (يوليو 1993). "The comparative sensitivity and specificity of serum and urine HCG determinations in the ED". The American Journal of Emergency Medicine. ج. 11 ع. 4: 434–436. DOI:10.1016/0735-6757(93)90186-f. ISSN:0735-6757. PMID:8216535.
10. ↑  Davies، Suzy؛ Byrn، Francis؛ Cole، Laurence A. (يونيو 2003). "Human chorionic gonadotropin testing for early pregnancy viability and complications". Clinics in Laboratory Medicine. ج. 23 ع. 2: 257–264, vii. DOI:10.1016/s0272-2712(03)00026-x. ISSN:0272-2712. PMID:12848444.
11. 1 2  Gronowski، Ann M.، المحرر (2004). Handbook of clinical laboratory testing during pregnancy. Totowa, N.J.: Humana Press. ISBN:1588292703. OCLC:53325293.
12. ↑  Raymond، Elizabeth G.؛ Shochet، Tara؛ Bracken، Hillary (يوليو 2018). "Low-sensitivity urine pregnancy testing to assess medical abortion outcome: A systematic review". Contraception. ج. 98 ع. 1: 30–35. DOI:10.1016/j.contraception.2018.03.013. ISSN:0010-7824. PMID:29534996. S2CID:206967147.
13. ↑  Raymond، Elizabeth G.؛ Shochet، Tara؛ Blum، Jennifer؛ Sheldon، Wendy R.؛ Platais، Ingrida؛ Bracken، Hillary؛ Dabash، Rasha؛ Weaver، Mark A.؛ Ngoc، Nguyen Thi Nhu؛ Blumenthal، Paul D.؛ Winikoff، Beverly (مايو 2017). "Serial multilevel urine pregnancy testing to assess medical abortion outcome: a meta-analysis". Contraception. ج. 95 ع. 5: 442–448. DOI:10.1016/j.contraception.2016.12.004. ISSN:0010-7824. PMID:28041991.
14. ↑  Lynd, Kelsey; Blum, Jennifer; Ngoc, Nguyen Thi Nhu; Shochet, Tara; Blumenthal, Paul D.; Winikoff, Beverly (2013). "Simplified medical abortion using a semi-quantitative pregnancy test for home-based follow-up". International Journal of Gynecology & Obstetrics (بالإنجليزية). 121 (2): 144–148. DOI:10.1016/j.ijgo.2012.11.022. ISSN:1879-3479. PMID:23477704.
15. ↑  Woo، Joseph (2006). "Why and when is Ultrasound used in Pregnancy?". Obstetric Ultrasound: A Comprehensive Guide. مؤرشف من الأصل في 2022-04-01. اطلع عليه بتاريخ 2007-05-27.
16. ↑  Bastian LA، Nanda K، Hasselblad V، Simel DL (1998). "Diagnostic efficiency of home pregnancy test kits. A meta-analysis". Arch Fam Med. ج. 7 ع. 5: 465–9. DOI:10.1001/archfami.7.5.465. PMID:9755740. مؤرشف من الأصل في 2008-12-06. اطلع عليه بتاريخ 2008-05-12.
17. ↑  Stenman، Ulf-Håkan؛ Alfthan، Henrik؛ Hotakainen، Kristina (يوليو 2004). "Human chorionic gonadotropin in cancer". Clinical Biochemistry. ج. 37 ع. 7: 549–561. DOI:10.1016/j.clinbiochem.2004.05.008. PMID:15234236.
18. 1 2  Wallach، Jacques (2007). Interpretation of diagnostic tests (ط. 8th). Philadelphia: Wolters Kluwer Health/Lippincott Williams & Wilkins. ص. 866. ISBN:9780781730556.
19. ↑  "First Response early result pregnancy test". FirstResponse.com. مؤرشف من الأصل (PDF) في 2020-07-13.
20. ↑  Wallach، Jacques (2014). Wallach's Interpretation of Diagnostic Tests: Pathways to Arriving at a Clinical Diagnosis (ط. 10th). Philadelphia: Wolters Kluwer Health/Lippincott Williams & Wilkins. ISBN:978-1451191769.
21. ↑  Laurence A. Cole, Stephen A. Butler (2020). 100 Years of Human Chorionic Gonadotropin: Reviews and New Perspectives. Elsevier. ص. 87. ISBN:978-0128200506.
22. ↑  Betz D، Fane K (2020). "Human Chorionic Gonadotropin". Statpearls. PMID:30422545. Text was copied from this source, which is available under a Creative Commons Attribution 4.0 International License.
23. ↑  Wilcox AJ، Baird DD، Weinberg CR  [لغات أخرى]‏ (1999). "Time of implantation of the conceptus and loss of pregnancy". New England Journal of Medicine. ج. 340 ع. 23: 1796–1799. DOI:10.1056/NEJM199906103402304. PMID:10362823. {{استشهاد بدورية محكمة}}: Vancouver style error: علامة ترقيم in name 3 (مساعدة)صيانة الاستشهاد: علامات ترقيم زائدة (link)
24. ↑  Wilcox AJ، Baird DD، Weinberg CR (يونيو 1999). "Time of implantation of the conceptus and loss of pregnancy". New England Journal of Medicine. ج. 340 ع. 23: 1796–9. DOI:10.1056/NEJM199906103402304. PMID:10362823.
25. ↑  Chard، T. (مايو 1992). "Pregnancy tests: a review". Human Reproduction (Oxford, England). ج. 7 ع. 5: 701–710. DOI:10.1093/oxfordjournals.humrep.a137722. ISSN:0268-1161. PMID:1639991.
26. ↑  Griffey، Richard T.؛ Trent، Caleb J.؛ Bavolek، Rebecca A.؛ Keeperman، Jacob B.؛ Sampson، Christopher؛ Poirier، Robert F. (يناير 2013). ""Hook-like effect" causes false-negative point-of-care urine pregnancy testing in emergency patients". The Journal of Emergency Medicine. ج. 44 ع. 1: 155–160. DOI:10.1016/j.jemermed.2011.05.032. ISSN:0736-4679. PMID:21835572.
27. ↑  "Clinical presentation of ectopic pregnancy"، Ectopic Pregnancy، Cambridge University Press، 26 يناير 1996، ص. 14–20، DOI:10.1017/cbo9780511663475.002، ISBN:978-0-521-49612-4
28. 1 2  American College of Obstetricians Gynecologists' Committee on Practice Bulletins—Gynecology (Mar 2018). "ACOG Practice Bulletin No. 193: Tubal Ectopic Pregnancy". Obstetrics & Gynecology (بالإنجليزية). 131 (3): e91–e103. DOI:10.1097/AOG.0000000000002560. ISSN:0029-7844. PMID:29470343. S2CID:3466601. Archived from the original on 2019-07-24.
29. 1 2  Doubilet, Peter M.; Benson, Carol B.; Bourne, Tom; Blaivas, Michael (10 Oct 2013). Campion, Edward W. (ed.). "Diagnostic Criteria for Nonviable Pregnancy Early in the First Trimester". New England Journal of Medicine (بالإنجليزية). 369 (15): 1443–1451. DOI:10.1056/NEJMra1302417. ISSN:0028-4793. PMID:24106937. Archived from the original on 2022-02-13.
30. ↑  Fan XG، Zheng ZQ (1997). "A study of early pregnancy factor activity in preimplantation". Am. J. Reprod. Immunol. ج. 37 ع. 5: 359–64. DOI:10.1111/j.1600-0897.1997.tb00244.x. PMID:9196793. S2CID:71525444.
31. ↑  Clarke FM. Controversies in assisted reproduction and genetics. Does "EPF" have an identity?. J Assist Reprod Genet. 1997;14(9):489–491. doi:10.1023/a:1021110906666
32. ↑  Clark, Stephanie Brown. (2005).Jan Steen: The Doctor's Visit.Literature, Arts, and Medicine Database. Retrieved 27 May 2007.

Lubsen-Brandsma, M.A. (1997). Jan Steen's fire pot; pregnancy test or gynecological therapeutic method in the 17th century?. Ned Tijdschr Geneeskd, 141(51), 2513–7. Retrieved 24 May 2006.

"The Doctor's Visit." (n.d.). The Web Gallery of Art. Retrieved 24 May 2006. نسخة محفوظة 2014-10-24 على موقع واي باك مشين.
33. ↑  Ghalioungui، P.؛ Khalil، SH.؛ Ammar، A. R. (يوليو 1963). "On an Ancient Egyptian Method of Diagnosing Pregnancy and Determining Foetal Sex". Medical History. ج. 7 ع. 3: 241–6. DOI:10.1017/s0025727300028386. ISSN:0025-7273. PMC:1034829. PMID:13960613.
34. ↑  Speert، Harold (1973). Iconographia Gyniatrica. Philadelphia: F. A. Davis. ISBN:978-0-8036-8070-8.
35. ↑  Damewood MD، Rock JA (أغسطس 2005). "In memoriam: Georgeanna Seegar Jones, M.D.: her legacy lives on" (PDF). Fertility and Sterility. American Society for Reproductive Medicine. ج. 84 ع. 2: 541–2. DOI:10.1016/j.fertnstert.2005.04.019. PMID:16363033. مؤرشف من الأصل (PDF) في 2008-12-09. اطلع عليه بتاريخ 2007-12-31.
36. ↑  Christophers, S. R. (16 Nov 1946). "The Government Lymph Establishment". Br Med J (بالإنجليزية). 2 (4480): 752. DOI:10.1136/bmj.2.4480.752. ISSN:0007-1447. PMC:2054716.
37. ↑  Shapiro, H. A.; Zwarenstein, H. (19 May 1934). "A Rapid Test for Pregnancy on Xenopus lævis". Nature (بالإنجليزية). 133 (3368): 762. Bibcode:1934Natur.133..762S. DOI:10.1038/133762a0. ISSN:0028-0836. S2CID:4123060.
38. ↑  Gurdon, J B; Hopwood, N (1 February 2003). "The introduction of Xenopus laevis into developmental biology: of empire, pregnancy testing and ribosomal genes". International Journal of Developmental Biology. 44 (1). الرقم التسلسلي القياسي الدولي 0214-6282
39. ↑  Fiala، Creator, Autor: Christian (29 مارس 2018). "Titel: Museum für Verhütung und Schwangerschaftsabbruch - Museum of Contraception and Abortion". en.muvs.org. مؤرشف من الأصل في 2019-04-08. اطلع عليه بتاريخ 2018-03-29.{{استشهاد ويب}}:  صيانة الاستشهاد: أسماء متعددة: قائمة المؤلفين (link)
40. ↑  Bleavins MR، Carini C، Malle JR، Rahbari R (2010). Biomarkers in Drug Development: A Handbook of Practice, Application, and Strategy, Chapter 1, Blood and Urine Chemistry. John Wiley and Sons. ISBN:978-0-470-16927-8. مؤرشف من الأصل في 2023-01-14.
41. 1 2  Wide L (2005). "Inventions leading to the development of the diagnostic test kit industry — from the modern pregnancy test to the sandwich assays". Upsala Journal of Medical Sciences. ج. 110 ع. 3: 193–216. DOI:10.3109/2000-1967-066. PMID:16454158.
42. ↑  Yalow RS، Berson SA (يوليو 1960). "Immunoassay of endogenous plasma insulin in man". Journal of Clinical Investigation. ج. 39 ع. 7: 1157–75. DOI:10.1172/JCI104130. PMC:441860. PMID:13846364.
43. ↑  Kennedy، Pagan (29 يوليو 2016). "Could Women Be Trusted With Their Own Pregnancy Tests?". The New York Times. ISSN:0362-4331. مؤرشف من الأصل في 2022-03-29. اطلع عليه بتاريخ 2016-12-12.
44. ↑  Vaitukaitis، JL (ديسمبر 2004). "Development of the home pregnancy test". Annals of the New York Academy of Sciences. ج. 1038: 220–2. Bibcode:2004NYASA1038..220V. DOI:10.1196/annals.1315.030. PMID:15838116. S2CID:29315420. مؤرشف من الأصل في 2021-09-08.
45. ↑  "History of the Pregnancy Test Kit - Home Page". history.nih.gov. مؤرشف من الأصل في 2020-05-07. اطلع عليه بتاريخ 2020-05-04.
46. ↑  A Thin Blue Line: The History of the Pregnancy Test Kit. "A Timeline of Pregnancy Testing". National Institutes of Health. مؤرشف من الأصل في 2020-05-02. اطلع عليه بتاريخ 2015-03-15.
47. ↑  Nudd، Ti (9 يناير 2018). "Ikea Wants You to Pee on This Ad. If You're Pregnant, It Will Give You a Discount on a Crib". Adweek. مؤرشف من الأصل في 2022-04-25. اطلع عليه بتاريخ 2018-01-13.

### باللغة العربيَّة
1. ↑  [أ] محمد هيثم الخياط (2006). المعجم الطبي الموحد: إنكليزي - عربي (بالعربية والإنجليزية) (ط. 4). بيروت: مكتبة لبنان ناشرون، منظمة الصحة العالمية. ص. 2108. ISBN:978-9953-33-726-5. OCLC:192108789. QID:Q12193380.
[ب] يوسف حتي؛ أحمد شفيق الخطيب (2011). قاموس حتي الطبي الجديد: طبعة جديدة وموسعة ومعززة بالرسوم إنكليزي - عربي مع ملحقات ومسرد عربي - إنكليزي (بالعربية والإنجليزية) (ط. الأولى). بيروت: مكتبة لبنان ناشرون. ص. 714. ISBN:978-9953-86-883-7. OCLC:868913367. QID:Q112962638.
[جـ] محمد مرعشي (2003). معجم مرعشي الطبي الكبير (بالعربية والإنجليزية). بيروت: مكتبة لبنان ناشرون. ص. 18. ISBN:978-9953-33-054-9. OCLC:4771449526. QID:Q98547939.